# Klaus Roller
Klaus Roller (* 27. Juli 1929 in Stuttgart; † 21. Juni 2000 in Sindelfingen) war ein deutscher Kirchenmusiker, Organist  und Komponist.

## Leben
Klaus Roller studierte Orgel und Kirchenmusik. Von 1956 bis zu seinem Ruhestand 1995 war er hauptamtlicher Kirchenmusiker an der Martinskirche in Sindelfingen. Von der Evangelischen Landeskirche in Württemberg wurde er zum Kirchenmusikdirektor ernannt.
Roller war an der Musikhochschule Stuttgart tätig und in vielen Kinderchören. Er war bekannt mit dem Ruiter Singkreis. Einer seiner Schüler war Wolfram Graf.

## Veröffentlichungen
- Mein Herz ist bereit. Lieder über Gott und die Welt für Kinderchor, Carus-Verlag Stuttgart
- Spielet frisch und wohlgemut: Choralvorspiele zum Evangelischen Gesangbuch Bd. 1 1998, Bd. 2 1999 Friedemann-Strube-Verlag München[4]
- Singt dem Herrn ein neues Lied, Aufnahme mit dem Jungen Chor Sindelfingen, Hänssler-Verlag Neuhausen-Filder 1985[5]
- Kommet all und singt zur Weihnacht: Weihnachtliche Volkslieder aus aller Welt, Aufnahme mit dem Sindelfinger Kinderchor, Fono-Schallplattengesellschaft Münster (Westfalen) 1980[6]